# Flaviporus hydrophilus
Flaviporus hydrophilus är en svampart som först beskrevs av Berk. & M.A. Curtis, och fick sitt nu gällande namn av Ginns 1980. Flaviporus hydrophilus ingår i släktet Flaviporus och familjen Meruliaceae.   Inga underarter finns listade i Catalogue of Life.